# Agrotis infusa
Bogong
«  Bogong » redirige ici. Pour les autres significations, voir Bogong (homonymie).
Espèce
Le Bogong (Agrotis infusa) est une espèce de papillons de la famille des Noctuidés (sous-famille des Noctuinés).

## Dénomination
Agrotis infusa Jean Baptiste Boisduval, 1832.
Synonyme
Mamestra nitida
Noms vernaculaires
Le Bogong se nomme Bogong moth en anglais, Bogong-Falter en allemand.

## Description
L'imago a une envergure de 4,5 cm ; elle est de couleur brune ou noire.

## Biologie et écologie
Le papillon ne se reproduit qu'une fois par an. Les chenilles se nourrissent d'une grande variété de plantes (betteraves, choux, pommes de terre, pois, céréales) dont elles coupent des morceaux de feuilles pendant la nuit pour les enfouir et les manger dans la journée.

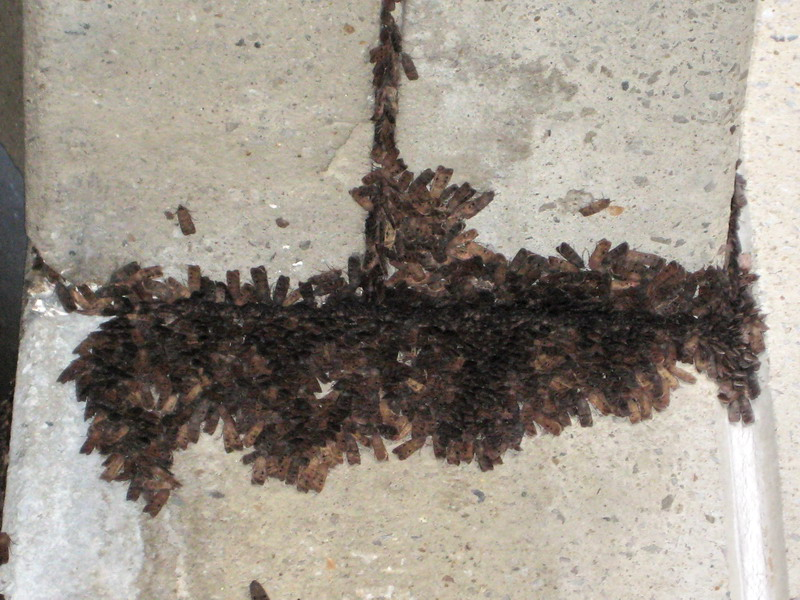
Rassemblement de bogongs à Sydney.

Présent en Australie et en Nouvelle-Zélande, ce papillon est célèbre pour voler en grandes bandes la nuit, au printemps (entre septembre et novembre), autour des lumières de la ville de Canberra, la capitale de l'Australie mais on le trouve dans tout le sud de l'Australie y compris à Sydney. Un grand nombre rentre dans les maisons pour se reposer pendant la journée. En Nouvelle-Zélande, le papillon est présent de septembre à mai.
Les adultes migrent en grandes bandes sur plusieurs centaines de kilomètres pour aller passer les mois d'été dans les cavités et les fentes des rochers des Alpes australiennes, surtout dans la région du plateau Bogong (État de Victoria). Vers cette destination qu'ils ne connaissent pas, ils se guident grâce au champ magnétique et aux étoiles du ciel nocturne austral ; ils sont capables de ne s'orienter que grâce au champ ou grâce aux étoiles, ce qui fait de ce papillon le premier invertébré connu pour pratiquer une navigation astronomique pour ses voyages au long cours,. À l'automne ils retournent vers les prairies de l'intérieur de la Nouvelle-Galles du Sud, du Queensland ou de la Nouvelle-Zélande, s'y éparpillent, pondent leurs œufs et meurent en hiver.

## Utilisation
Pendant très longtemps les aborigènes du sud-est de l'Australie ont consommé ces insectes qu'ils faisaient griller et mangeaient ensuite entiers, ceux-ci étant particulièrement nourrissants. Leur goût a été décrit comme proche de celui de la noisette. De plus, leur collecte dans les Alpes australiennes était l'occasion d'importants contacts entre tribus.  Cette pratique est abandonnée aujourd'hui.